# George Lawley
George Lawley (10 tháng 4 năm 1903 – 7 tháng 4 năm 1987) là một cầu thủ bóng đá chuyên nghiệp người Anh thi đấu ở vị trí tiền vệ cánh cho Sunderland.